# Strana (geometrie)

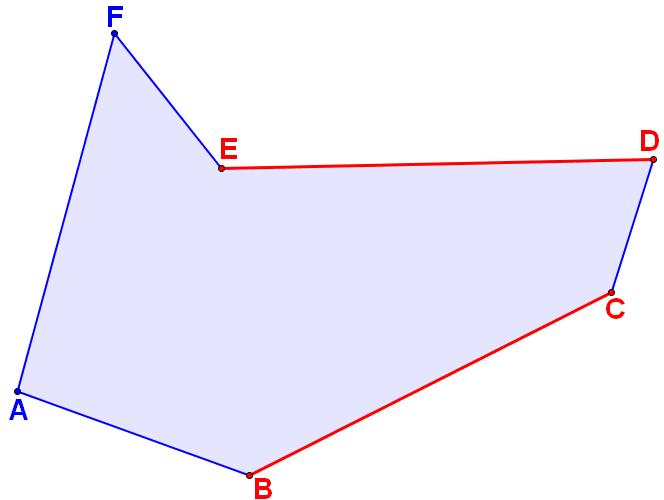
Mnohoúhelník ABCDEF s vyznačenýmii stranami BC, DE

Strana je v geometrii úsečka, spojující dva sousední vrcholy mnohoúhelníku. Na každé straně leží právě dva vrcholy. Tělesa nemají strany, úsečka, spojující dva sousední vrcholy mnohostěnu se označuje jako hrana. Výjimkou je kužel, v němž termín strana označuje spojnici vrcholu s obvodem podstavy, každý kužel má tedy nekonečně mnoho stran.

## Popis stran
Strany se označují malými písmeny. Délka strany se označuje stejně jako velikost úsečky: |AB| tedy značí velikost strany AB. Označení souvisejících útvarů je obdobné jako u úsečky – střed strany je bod, který má od obou vrcholů stejnou vzdálenost, osa strany je kolmice, procházející jejím středem.

## Strana a ostatní části geometrických útvarů
- Počet vrcholů mnohoúhelníku je shodný s počtem jeho stran.
- Obvod mnohoúhelníka o se vypočte jako součet všech jeho stran.
- Podle vzájemné délky stran se vyčleňují některé speciální typy mnohoúhelníků, např.:
  - rovnostranný trojúhelník má všechny strany stejně dlouhé,
  - rovnoramenný trojúhelník má dvě strany stejně dlouhé,
  - rovnoramenný lichoběžník má dvě protilehlé (nerovnoběžné) strany stejně dlouhé,
  - pravidelný mnohoúhelník má všechny strany stejně dlouhé a všechny jeho vnitřní úhly mají stejnou velikost.

## Strany trojúhelníku

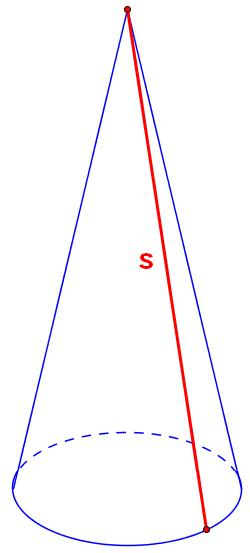
Strana kužele

Strany trojúhelníka se zpravidla označují stejným písmenem, jakým je označen protější vrchol (strana a leží proti vrcholu A). Nejdelší strana pravoúhlého trojúhelníka se nazývá přepona, zbylé dvě strany jsou odvěsny. Strana trojúhelníka se může označovat také základna, strany přilehlé základně jsou ramena.
Pro délky stran trojúhelníka platí kosinová věta.
Obsah trojúhelníka se rovná polovině součinu libovolné strany s její výškou.
Součet délek dvou stran trojúhelníka je větší než třetí strana (trojúhelníková nerovnost).